# William Labov
William Labov (uttal [ləˈboʊv]), född 4 december 1927 i Rutherford, New Jersey i USA, död 17 december 2024, var en amerikansk lingvist. 

## Forskning
Labov forskade i synnerhet forskat inom språklig variation och förändring, och brukar anses vara grundaren av forskningsämnet sociolingvistik med en rad inflytelserika studier under 60- och 70-talen. Med Labov kom språkvetare att systematiskt börja studera språk utifrån ett socialt perspektiv. I synnerhet inflytelserika var hans masteruppsats The social motivation of a sound change (1963) om ljudförändringar på Martha's Vineyard, och hans studie The Social Stratification of English in New York City (1966) som undersökte r-ljudets variation hos anställda i ett varuhus i New York.
Labov studerade först engelska och filosofi vid Harvards universitet där han tog examen 1948. Sedan kom han att bl.a. arbeta med bläck som kemist innan han påbörjade sina lingvistikstudier vid Columbia University 1961 under Uriel Weinreich som kom att stötta hans då okonventionella bana inom lingvistiken.
1971 blev han docent i lingvistik vid University of Pennsylvania för att sedan bli professor vid samma universitet.

## Publikationer i urval
- The social motivation of a sound change (1963)
- The Social Stratification of English in New York City (1966)
- Empirical foundations for a theory of language change (1968) (medförfattare)
- Contraction, deletion and inherent variation of the English copula (1969)
- The Study of Non-Standard English (1969)
- Sociolinguistic Patterns (1972)
- Language in the Inner City (1972)
- What is a Linguistic Fact? (1975)
- Therapeutic Discourse (1976) (medförfattare)
- The logic of non-standard English (1979).
- Resolving the Neogrammarian controversy (1981)
- Defacto Segregation of Black and White Vernaculars (1986) (medförfattare)
- Principles of Linguistic Change. Volume 1: Internal Factors (1994).
- Principles of Linguistic Change. Volume 2: Social Factors (2001).
- Atlas of North American English: Phonology and Sound Change (2006) (medförfattare)
- Transmission and Diffusion (2007)